# Neronov kolos
Neronov kolos (latinsko Colossvs Neronis) je bil ogromen, 30 m visok bronast kip cesarja Nerona (vladal 37-68 n. št.), ki je stal v preddverju njegove vile Domus Aurea na severni strani Palatina. Neronovi nasledniki so kip preuredili v kip boga Sonca (Sol Invictus). Zadnjič je omenjen v 4 stoletju n. št.. Kip so nazadnje prestavili pred Flavijski amfiteater, ki je, po eni od teorij, prav zaradi bližnjega kipa dobil ime Kolosej. 

## Gradnja
Kip je stal tik pred glavnim vhodom v palačo na koncu Viae Appiae v velikem atriju portikov,  ki so ločevali mesto od zasebnih vil. Oblikoval ga je grški arhitekt Zenodor. Gradili so ga pod njegovim vodstvom v letih 64-68 n. št.. Po Pliniju starejšem je bil kip visok 106,5 rimskih čevljev (30,3 m). Drugi viri trdijo, da je bil visok celo 37 m.

## Preureditev v Sončev kolos
Kmalu po Neronovi smrti leta 68 n. št. je cesar Vespazijan kipu dodal krono sončnih žarkov in ga po rimskem bogu Sonca Sol Invictus preimenoval v Sončni kolos (Colossus Solis). Okoli leta 128 je cesar Hadrijan ukazal, da se kip prestavi na severozahodno stran Flavijskega amfiteatra (Amphitheatrum Flavianum), da bi pridobil prostor za Venerin in Romin tempelj. Prestavil ga je arhitekt Dekrijan s pomočjo 24 slonov. Cesar Komod je kip pretvoril v svoj kip, ki ga je upodabljal kot Herkula. Glavo na kipu je zamenjal s svojo in k nogam dodal leva. Po njegovi smrti so kip vrnili  prvotno stanje.

## Nadaljnja usoda
Zadnja omemba kolosa je v Kronografiji 354. Ohranili so se samo  temelji podstavka na njegovi drugi lokaciji pri Koloseju. Kip je bil uničen morda med obleganjem Rima leta 410 ali porušen v enem od potresov v 5. stoletju. Možno je tudi, da je stal še v srednjem veku, saj ohranjena srednjeveška pesnitev pravi: "Dokler bo stal kolos, bo stal tudi Rim, ko bo kolos padel, pa bo padel tudi Rim".
Ostanke z opeko obzidanega podstavka, ki je bil nekoč obložen z marmorjem, so leta 1936 odstranili.  Temelje so izkopali leta 1986 in so na ogled.

## Povezava s Kolosejem
Mnogo strokovnjakov se strinja, de ime Kolosej izhaja ravno iz imena tega spomenika.
Beda (okoli 672-735) je napisal znamenit epigram, ki  slavi simbolni pomen kipa: "Quandiu stabit coliseus, stabit et Roma; quando cadit coliseus, cadet et Roma; quando cadet Roma, cadet et mundus" (dokler bo stal kolos, bo stal tudi Rim; ko bo kolos padel, bo padel tudi Rim; ko bo padel Rim, bo padel ves svet). Beseda kolos se pogosto napačno prevaja kot Kolosej. V Bedovem času se je moški samostalnik coliseus uporabljal za kip in ne za Flavijski amfiteater (Kolosej).